# تکس (فیلم)
تکس (به انگلیسی: Tex) فیلمی محصول سال ۱۹۸۲ و به کارگردانی تیم هانتر است. در این فیلم بازیگرانی همچون مت دیلون، جیم متسلر، مگ تیلی، بیل مک‌کینی، بن جانسون، فرانسیس لی مک‌کین، تام ورچو، ژلیکو ایوانک و سوزان الیوز هینتون ایفای نقش کرده‌اند.